# Alfonso La Marmora
Alfonso Ferrero La Marmora (18. listopadu 1804 – 5. ledna 1878) byl italský generál a státník, jedna z hlavních postav italského risorgimenta. Byl mladším bratrem generála Alessandra La Marmory.
Po studiu na vojenské škole nastoupil službu v armádě království Sardinie v roce 1823 v hodnosti poručíka dělostřelectva. Od roku 1845 byl majorem, od roku 1848 brigádním generálem. Podílel se na různých bojových operacích piemontských vojsk proti Rakousku během první italské války za nezávislost. 5. srpna 1848 osvobodil krále Karla Alberta, uvězněného v revolučním Miláně.
V období 1855–1856 velel sardinským oddílům účastnícím se krymské války. V době tzv. druhé italské války za nezávislost v roce 1859 byl velitelem vojsk Sardinie. Od roku 1861 do roku 1864 byl guvernérem Neapole. V období 1864 až 1866 byl italským premiérem ve dvou vládách. Po porážce u Custozy byl vyšetřován pro podezření z vlastizrady. Na svou obhajobu uveřejnil tajné dokumenty, což bylo považováno za porušení státního tajemství.